# インパルス (テレビドラマ)
『インパルス』(Impulse)は、YouTube PremiumはアメリカのSFテレビドラマシリーズであり、Steven Gouldの小説"Impulse"を原作とし、2008年公開の映画「ジャンパー」の続編として制作された。Lauren LeFranc、ジェフリー・リーバー、ダグ・リーマン、David Bartisが製作総指揮を務め、LeFrancはショーランナーも務める。

## 概要
シリーズは、16才の女子高校生ヘンリーを主人公とする。ヘンリーは痙攣をおこす持病があり、危機に陥ったときに発作を起こしテレキネシスとテレポーテーションの能力を発揮する。

2018年6月6日にシーズン1の10話が公開され、最初の数話以外はYoutube Premiumの有料会員だけの限定公開だったが、2019年夏には全話無料公開された。2019年10月16日には10話からなるシーズン2が公開された。2020年3月10日、打ち切りが発表された。

## あらすじ

### シーズン1
16才の女子高生ヘンリーはシングルマザーの母クレオとともに、母のボーイフレンドのトーマスとその娘で同年齢のジェナと同居する。ヘンリーには痙攣をおこす持病があるが、高校のバスケットボール選手で人気者のクレイ・ブーンに車の中でレイプされそうになり、痙攣をおこしてテレキネシスで車を破壊し、自身は家にテレポーテーションしてしまう。クレイは下半身不随となり、地元の有力者で裏で麻薬を扱う父親のビルは犯人としてヘンリーに無理やり名指しさせたエイモス・ミラーを、長男のルーカスに殺させる。保安官代理のハルチェはブーン家を疑い捜査する。ヘンリーは自分の能力をジェナや同級生のタウンズに打ち明け、自分の能力の謎を解明しようとする。やがてブーン家はヘンリーの能力とクレイの怪我の真実を知るが、エイモスの復讐をはかるミラー家と抗争になる。一方、能力者を狩る組織の手先のニコライがヘンリーに近づく。ビル・ブーンに撃たれかけたヘンリーは思わず転移する。

### シーズン2
ニコライはビル・ブーンの死体を始末し、ヘンリーが転移能力を制御できるよう訓練する。ニコライは養父と義理の妹エレインが運営する、能力者を狩る組織からヘンリーを守る。不審の念を抱いていたヘンリーはニコライを信頼するようになる。警察とハルチェは当初ビルが失踪したと考えるが、やがて殺害を疑ってヘンリーを調べる。ジェナとタウンズはヘンリーを仲間として助けるが、やがて困難に見舞われる。ルークはエイモス・ミラー殺害の贖罪のためにミラー家の属する教団に参加し、宗教心に目覚めてヘンリーを崇拝するようになり、父ビル殺害の罪をかぶってヘンリーを守る。ヘンリーは真相に近づいたハルチェを洞窟に置き去りにする。
ニコライが父サイモンを殺したことを知ったヘンリーはニコライを死ぬにまかせる。ジェナとタウンズにも恐れられるようになり、ヘンリーは母から離れて異国に来る。

## キャスト

### メイン
- マディー・ハッソン（英語版） : ヘンリエッタ・"ヘンリー"・コールズ : 痙攣をおこす持病と制御できない超能力を持つ16才の女子高生
- Sarah Desjardins : ジェナ・フェイス・ホープ : ヘンリーの母の内縁の夫トーマスの娘
- エヌーカ・ヴァネッサ・オークマ : アンナ・ハルチェ : レストンの保安官代理
- Craig Arnold : ルーカス・ブーン : クレイ・ブーンの兄、自動車修理工
- Tanner Stine : クレイ・ブーン : 高校のバスケットボール選手で人気者
- キーガン＝マイケル・キー : マイケル・ピアース : テレポーテーション能力を持つ男
- ミッシー・パイル : クレオ・コールズ : ヘンリーの母でトーマス・ホープと同居する
- Daniel Maslany : タウンズ・リンダーマン : ヘンリーの友人になるクラスメートで自閉症患者 (S1でリカーリング、S2でメイン)
- カラム・キース・レニー : ニコライ : テレポーテーション能力者を追跡する男 (S1でリカーリング、S2でメイン)

### リカーリング
- Matt Gordon : トーマス・ホープ : クレオ・コールズの内縁の夫、ビル・ブーン経営のボーリング場に勤める
- ウィル・チェイス : サイモン・ホープ : ヘンリーの父、テレポーテーション能力者
- デビッド・ジェームズ・エリオット : ビル・ブーン : クレイとルーカスの父、自動車販売店主、実は麻薬業者、クレオの雇用主
- Michelle Nolden : ウェンディ : ビルの元妻
- Genevieve Kang : パティ・ヤン : ヘンリーのクラスメートの女子生徒
- Gabriel Darku : ザック : バスケットボール選手でクレイのチームメイト
- Lauren Collins : メーガン・リンダーマン : タウンズの姉
- Amadeus Serafini : ジョッシュ : ヘンリーの元ボーイフレンド
- Aidan Devine : フレデリック・デール : 保安官
- Eric Ladin : イーサン・フィッシャー : 保安官代理
- Keon Alexander : ドミニク : テレポーテーション能力を持つフランス人
- Alex Paxton-Beesley : サビーヌ : ドミニクの妻
- Raphael Bergeron-Lapointe : トリスタン : ドミニクの息子
- Duane Murray : サム : ドミニクの知人でハッカー
- Gordon Harper : エイモス・ミラー : 薬物過剰摂取で死んだ男
- Shawn Doyle : ジェレマイア・ミラー : エイモスの父
- Tara Rosling : エスター・ミラー : エイモスの母
- ショーレ・アグダシュルー : ファティマ : テレポーテーション能力者 (S2)
- レン・キド : Bruce Locke : ニコライの養父 (S2)
- エレイン・キド : Laura Miyata : ニコライの義理の妹 (S2)

## エピソード

### シーズン1
| 通算 話数 | シーズン 話数 | タイトル                                        | 監督                 | 脚本                                                                                 | 公開日       |
| --- | ------------- | ----------------------------------------------- | -------------------- | ------------------------------------------------------------------------------------ | ------------ |
| 1 | 1             | "導き" "Pilot"                                  | ダグ・リーマン       | 原案:ジェフリー・リーバー 脚本:ジェフリー・リーバー & Jason Horwitch & Gary Spinelli | 2018年6月6日 |
| 冒頭で、ドミニクが地下鉄と氷原の間をテレポーテーションしながら男に追いかけられる。ニューヨーク州レストンに住むヘンリーは痙攣をおこす持病を持つ女子高生であり、母クレオ、その内縁の夫トーマス・ホープ、その娘ジェナと同居する。高校のバスケットボールの花形選手のクレイ・ブーンにレイプされそうになり、痙攣の発作を起こしながらテレキネシスで車を破壊し自分は思わずホープ家に転移する。ジェナに打ち明けて警察に交通事故として通報する。クレイは意識不明の重体となる。クレイの兄ルーカスはヘンリーを尋問するために車のトランクに押し込んで拉致するが、ヘンリーは再び意図せずに家に転移する。                |               |                                                 |                      |                                                                                      |              |
| 2 | 2             | "心の状態" "State of Mind"                      | Alex Kalymnios       | Lauren LeFranc                                                                       | 2018年6月6日 |
| テレポーテーションで逃げ切ったドミニクは妻子とともに隠れ家に転移する。ハルチェ保安官代理はクレイの事件を捜査を上司の保安官デールに妨害される。クレイの父で自動車販売業を営み、裏では麻薬を販売するビル・ブーンはヘンリーに息子を傷つけた相手を名指しさせ、ヘンリーはエイモス・ミラーを指さす。クレイはやがて意識を回復し、脅えたヘンリーはジェナの目の前でテレキネシス能力を発揮する。 |               |                                                 |                      |                                                                                      |              |
| 3 | 3             | "足踏み" "Treading Water"                       | Ed Fraiman           | Debra Fordham                                                                        | 2018年6月6日 |
| ドミニクはテレポーテーションを妨害した装置を持ってサムの家に行く。だが中には追跡装置が仕掛けられており、隠れ家に来た男がドミニクの妻のサビーヌを殺す。ヘンリーは学校のトイレを破壊して家に転移する。ヘンリーはタウンズとジェナの前で恐怖による転移を再現しようとするが失敗するが、後に一人だけで実験した時には再現する。意識を回復するも、下半身が麻痺しレイプの記憶をなくしたクレイを訪ね、父親のビルの部下たちに襲撃されたと嘘をつく。 |               |                                                 |                      |                                                                                      |              |
| 4 | 4             | "生と死" "Vita/Mors"                            | Mark Tonderai        | John McCutcheon                                                                      | 2018年6月6日 |
| ドミニクは息子のトリスタンを探すが罠にかかり、息子を殺して自殺する。ハルチェは麻薬過剰摂取で死んだエイモス・ミラーの両親を訪ね、ビル・ブーンを調べる。ヘンリーは睡眠中にどこかの物置に転移をし、タウンズに協力を求め目の前で同じ場所に転移するが、銃を持った男の気配を感じて戻る。再び同じ場所に転移し、昔住んでいた家であることを思い出す。ジェナは父と亡き母の思い出に浸る。ダイナーに勤めていたクレオはビル・ボーンの自動車販売店に雇われる。 |               |                                                 |                      |                                                                                      |              |
| 5 | 5             | "ワシとハチ" "The Eagle and the Bee"            | ヘレン・シェイヴァー | Matt Pitts                                                                           | 2018年6月6日 |
| エイモスの父親ジェレマイアが麻薬を製造してビルに流していたことがわかる。DEAとデールはともにエイモスの捜査を止めるようハルチェに言う。ヘンリーは転移した家に住む老女に会って話を聞く。ルーカスは再婚した母の家を訪ねるが慰めは得られない。ジェナはザックと親しくなる。ドミニクを追い詰めた男ニコライは、レストンの超能力者を探すよう命令される。 |               |                                                 |                      |                                                                                      |              |
| 6 | 6             | "追悼" "In Memoriam"                            | Valerie Weiss        | Michael Bhim & Clare McQuillan                                                       | 2018年6月6日 |
| ヘンリーは元ボーイフレンドのジョッシュに迎えに来てもらう。バスケットの試合の前に、タウンズとジェナは科学クラブの表彰を受け、クレイは主将として永久欠番の名誉を受ける。ヘンリーはジョッシュと寝るが、クレイを不具にした記憶に苦しみ、クレイに真実を打ち明ける。ジェナはザックと初体験を済ませる。ハルチェはクレオを使ってビル・ボーンを調べる。 |               |                                                 |                      |                                                                                      |              |
| 7 | 7             | "食い違い" "He Said, She Said"                  | Maggie Kiley         | Torrey Speer                                                                         | 2018年6月6日 |
| ルーカスは、麻痺した体に慣れないクレイの世話をし、ヘンリーの行動を不審に思う。ニコライが保険調査員を装ってブーンの店を訪れる。ジェナはザックとの初体験をヘンリーに打ち明ける。ハルチェはエイモス・ミラーがクレイの怪我を招いたと信じていることをヘンリーから聞く。クレオがブーン一家をディナーに招く間、ハルチェがブーンの家に忍び込むと、エイモスの父ジェレマイアも捜索に来る。ヘンリーは母の腕の中で倒れる。 |               |                                                 |                      |                                                                                      |              |
| 8 | 8             | "目覚め" "Awakening"                            | Rebecca Johnson      | Lauren LeFranc & Debra Fordham                                                       | 2018年6月6日 |
| ヘンリーは昏睡状態に入り、子供の頃にニコライが父親を襲った場面を見る。ルーカスはクレイがヘンリーをレイプしようとしたと父親に伝えるが、ビルは信じない。ミラー家はエイモスの仇をとろうと武装してブーンの自動車販売店に向かう。ジェナはクレイがヘンリーをレイプしかけたことをクレオに打ち明ける。ジェナが家に帰るとニコライが侵入している。そこにヘンリーが転移してくる。ジェナにナイフを刺されたニコライは転移して逃げる。 |               |                                                 |                      |                                                                                      |              |
| 9 | 9             | "為すことを知らぬ" "They Know Not What They Do" | Cherien Dabis        | Lauren LeFranc & Matt Pitts                                                          | 2018年6月6日 |
| 二人の男が林の中で倒れたニコライを救出する。ハルチェがDEAとともに監視カメラで見守る中、クレオはクレイがヘンリーをレイプしようとしたとビルを責める。そこにミラー家が来て、ルーカスがエイモスを殺したことを認めろとビルに迫る。銃撃戦が始まり、デール保安官が死ぬ。ルーカスはクレオの乗った車に乗り込んで逃げる。DEAがビルとその部下、ジェレマイアを逮捕する。ビルはDEAの協力者であり、ミラー家の捜査に協力していたことがわかる。ルーカスは父に頼まれてエイモスを殺したことをクレオに告白して解放する。ヘンリーは母を探し、エイモスの母エスターが放火したブーン屋敷に入り、クレイとともに転移して脱出する。 |               |                                                 |                      |                                                                                      |              |
| 10 | 10            | "新しい始まり" "New Beginnings"                 | Mairzee Almas        | Lauren LeFranc                                                                       | 2018年6月6日 |
| ビルはDEAとの取引で釈放されるが、財産はFBIに没収される。ルーカスはミラー家に来る。クレイはヘンリーが超能力で自分の麻痺を招いたことを知り、父親に伝える。ビルはホープ家に来て銃でクレオとヘンリーを脅し、銃を撃った瞬間ヘンリーはビルのちぎれた腕とともに異国の家に転移し、自分たち家族の写真を見る。列車の前に飛び込んで再びホープ家に転移し、ニコライを見かける。 |               |                                                 |                      |                                                                                      |              |

### シーズン2
| 通算 話数 | シーズン 話数 | タイトル                                     | 監督             | 脚本                              | 公開日         |
| --- | ------------- | -------------------------------------------- | ---------------- | --------------------------------- | -------------- |
| 11 | 1             | "マインド・オン・ファイヤー" "Mind on Fire"  | ダグ・リーマン   | Lauren LeFranc                    | 2019年10月16日 |
| ニコライはビルの死体を始末して逃亡したと偽装し、撃たれたクレオとヘンリーを車で運ぶが、途中でガス欠になる。ヘンリーは転移して救いを求め、母親を救う。母親を病院に残し、ヘンリーはジェナとパーティーに出かけて酔っぱらう。タウンズはビデオテープを受け取る。ハルチェはホープ家で血痕を見つけ、後にビルのものと判明する。ニコライがリンダーマン家からヘンリーとともに転移する。 |               |                                              |                  |                                   |                |
| 12 | 2             | "ファイト・オア・フライト" "Fight or Flight" | Mairzee Almas    | John McCutcheon                   | 2019年10月16日 |
| ルークはエスターに墓穴を掘らされる。異国の街で、ニコライはヘンリーに教えることがあると言う。ヘンリーはニコライとともにレストンに転移して戻る。クレオは意識を取り戻す。ハルチェはヘンリーのことをクレイに尋ねる。タウンズ、ヘンリー、ジェナはビデオを見て、ドミニクがマイケル・ピアースに監禁され、転移する場面を見る。ニコライはブーン家の保険の査定人を名乗り、住所と時刻のメモを渡す。夜、ヘンリーはニコライを訪ね、クレイのトラックを見せられて感情の制御を勧められるが、自分に近寄らないようテザーで脅す。エレインが行った実験で、被験者は転移に失敗して死ぬ。 |               |                                              |                  |                                   |                |
| 13 | 3             | "失ったもの" "For Those Lost"                | Alex Kalymnios   | Nikole Beckwith                   | 2019年10月16日 |
| ルーカスはエイモス殺害の贖罪のためミラー家の教団の活動に参加する。トーマスは退院したクレオに求婚する。ハルチェは査定人を名乗るニコライを疑う。ニコライはハルチェに転移を見せて脅し、自分の車を撃つよう仕向ける。ニコライは自分にファクターと呼ばれる薬剤を注射する。ジェナはビデオを見て自分の母親のことを思い出す。ヘンリーは繰り返し父の夢を見て、父の遺品を求めて母と古い友人の家に行き、両親がまだ離婚してないことを知る。クレイのトラックに直面して感情を制御しようとする。 |               |                                              |                  |                                   |                |
| 14 | 4             | "モロイ" "The Moroi"                         | Jill Robertson   | Vladimir Cvetko                   | 2019年10月16日 |
| ニコライの少年時代が描かれる。ルーマニアに生まれ、母と弟を失ったニコライは転移の力を発揮するが、裏切った叔父に友人のウェズリーを殺される。トロントに渡ってウェズリーの父レンと妹のエレインに会い、家族として迎えられる。現在、ニコライは死の床に着くレンに会い、エレインから出資者を満足させるためにヘンリーの確保を望まれる。 |               |                                              |                  |                                   |                |
| 15 | 5             | "敷居を越える時" "Crossing the Threshold"    | Sydney Freeland  | Candice Philpot                   | 2019年10月16日 |
| ヘンリーはピザ店で働くかたわら、ニコライと共にクレイのトラックの中で感情の制御を訓練し、トラックごと転移することに成功する。ジェナとタウンズはコルゲート大学見学の旅に出かける。ジェナはケイトと親しくなり、タウンズは自分のコンピューターをハックしていたサムに会い、ドミニクは死んだと聞かされる。ハルチェは前保安官デールを批判し、怒る未亡人の干渉で辞職を迫られる。 |               |                                              |                  |                                   |                |
| 16 | 6             | "セブン・オブ・ハート" "Seven of Hearts"     | Julian Holmes    | Jamie King                        | 2019年10月16日 |
| ニコライに殺されかけたヘンリーの父サイモンはテレポートして逃げ、同じ能力者のファティマに家族と距離を置くよう忠告される。ルーカスは教団のスザンナと親しくなるが、その父親イザイヤに引き裂かれる。エスターの指示で、ルーカスはフェンタニルがイザイヤの家で見つかるようスザンナに頼む。トーマスはクレオと結婚する意志をヘンリーとジェナに伝える。ヘンリーは夢で父親に会ったった場所が、かつて家族で行ったキャンプ場であることを知る。サムが接触して来て、ヘンリーとジェナは会いに行くがサムは現れない。ハルチェはニコライを盗聴し、サムを殺したという会話をヘンリーに聞かせる。ヘンリーに問い詰められたニコライはサムを殺したことを認めるが、ヘンリーを組織から守ると約束する。ヘンリーはキャンプ場に転移し、父にメッセージを残す。 |               |                                              |                  |                                   |                |
| 17 | 7             | "世界の終わり" "The End of the World"        | Alexis Ostrander | Lara Shapiro                      | 2019年10月16日 |
| 過去、エレインはピアニストのキャリアをあきらめて能力者を探す父親レンの事業に参加する。現在、タウンズはヘンリーの仲間を辞め、オンラインゲームのアカウントも消す。義手をつけたゲーム仲間のゾーイがタウンズに会いに来る。ルーカスは父親の失踪を知ってクレイに会い、ヘンリーが危険であると聞かされる。ハルチェは違法な調査を行い逮捕される。ダンスパーティーの日、自分がゲイであることに気づいたジェナはザックと別れ、ヘンリーと出かける。ルーカスはヘンリーを天使と呼び、仕えることが自分の使命だと伝える。ニコライは義父レンを安楽死させ、ヘンリーは来ないとエレインに告げる。 |               |                                              |                  |                                   |                |
| 18 | 8             | "テザー" "The Tether"                        | Mairzee Almas    | John McCutcheon & Nikole Beckwith | 2019年10月16日 |
| クレオは仕事を探すがうまくいかない。ルーカスはクレオに会い感謝する。ハルチェは保釈されて実家に戻る。ニコライは組織の人間を襲いファクターを盗むが、後に捕らえられる。タウンズはサムの遺書のメールを受け取り、遺品のビデオを引き取る。ヘンリーの転移能力は上達する。ピザ店の同僚と親しくなるが、レイプされかけた記憶が邪魔をする。ハルチェの後任のフィッシャー保安官がビル失踪の件を追求し、ホープ家を捜索しようとする。ヘンリーはルーカスに会い、捜索を阻止するよう求める。ルーカスは父ビルを殺したとして出頭する。ジェナは学校で落第しそうだと告白し、ヘンリーを責める。ヘンリーはジェナがゲイであることを暴露する。 |               |                                              |                  |                                   |                |
| 19 | 9             | "霧が晴れる時" "A Moment of Clarity"         | Mark Tonderai    | Vladimir Cvetko & Alex Eldridge   | 2019年10月16日 |
| エレインは父を殺したニコライを責め、装置を使って苦しめる。トーマスはジェナの平穏のため、クレオに別れを切り出す。ハルチェはルーカスを救おうとし、ヘンリーを問い詰め、洞窟に転移させられて置き去りにされる。ヘンリーは父と会おうとするが父サイモンは現れない。ヘンリーとクレオはホープ家を出て、ニコライの送ってくれた保険金でアパートに移る。 |               |                                              |                  |                                   |                |
| 20 | 10            | "償い" "Making Amends"                       | Maggie Kiley     | Lauren LeFranc                    | 2019年10月16日 |
| ニコライはヘンリーに再会し、能力者の秘密を公開しようとした父サイモンを過去に殺したと告白する。怒ったヘンリーがファクターを取り上げると、ニコライの肉体は砕け散る。エスターは拘置所にルーカスを訪ねて救い出そうとするが拒否され、ルーカスの母ウェンディを訪ねる。ウェンディはルーカスにレイプのことを尋ねる。ジェナとタウンズはヘンリーがニコライを殺したことを知り、ハルチェの行方を訝り、サムの遺した装置でヘンリーを追い払う。ヘンリーは洞窟に戻るもハルチェの姿は消えている。罪の意識に悩むヘンリーは拘置所にルーカスを訪ねるが追い返され、母にあたる。ジェナに母の世話を頼んで異国に来る。周辺の時が止まり、ファティマが姿を現す。                                                                                           |               |                                              |                  |                                   |                |